# Kuća Vučetić u Hvaru, ul. kroz Burak 39
Kuća Vučetić, kuća u Hvaru, zaštićeno kulturno dobro.

## Opis dobra
Nalazi se na adresi Kroz Burak 39. Renesansna katnica sagrađena u prvoj polovini 16. stoljeća. Smještena je na zapadnom obodu bloka u središnjem dijelu Burga. Jedino je zapadno pročelje otvoreno prema glavnoj ulici predjela. Tlocrt kuće je pravokutan, zaključena je trovodnim krovom. Zapadno pročelje se ističke kvalitetnom renesansnom dekoracijom. Posebno je zanimljiv nadvratnik s natpisom i reljefom bradve, te danas zazidana kapelica.

## Zaštita
Pod oznakom Z-6893 zavedena je kao nepokretno kulturno dobro - pojedinačno, pravna statusa zaštićena kulturnog dobra, klasificirano kao "profana graditeljska baština".